# Bahnstrecke Homberg–Moers
| |                      |                            |                            |
| Streckennummer: | ex 24                |                            |                            |
| Kursbuchstrecke: | ex 157s              |                            |                            |
| Streckenlänge: | ca. 5,7 km           |                            |                            |
| Spurweite: | 1435 mm (Normalspur) |                            |                            |
| |                      |                            |                            |
| \| \| \| Trajekt Ruhrort – Homberg \| \| \| \| 0,0 \| Homberg (alt) \| Homberg (alt) \| \| \| 0,5 \| Homberg (Nrh) \| Homberg (Nrh) \| \| \| \| nach Trompet \| \| \| \| 1,3 \| Essenberg \| Essenberg \| \| \| \| zum Schacht Rheinpreußen 3 \| \| \| \| 2,7 \| Hochheide \| Hochheide \| \| \| 3,5 \| Scherpenberg \| Scherpenberg \| \| \| \| Oberhausen – Hohenbudberg \| \| \| \| 4,4 \| Hochstrass \| Hochstrass \| \| \| 5,7 \| Moers (alt) \| Moers (alt) \| \| \| \| Rheinhausen – Kleve \| \| \| \| \| Krefelder Eisenbahn \| \| \| \| \| \| \| \| Quellen: [1] \| \| \| \| |                      |                            |                            |
| Eisenbahnfähre (Strecke außer Betrieb) |                      | Trajekt Ruhrort – Homberg  | Trajekt Ruhrort – Homberg  |
| Bahnhof (Strecke außer Betrieb) | 0,0                  | Homberg (alt)              | Homberg (alt)              |
| Bahnhof (Strecke außer Betrieb) | 0,5                  | Homberg (Nrh)              | Homberg (Nrh)              |
| Abzweig geradeaus und nach links (Strecke außer Betrieb) |                      | nach Trompet               | nach Trompet               |
| Haltepunkt / Haltestelle (Strecke außer Betrieb) | 1,3                  | Essenberg                  | Essenberg                  |
| Kreuzung (Strecken außer Betrieb) |                      | zum Schacht Rheinpreußen 3 | zum Schacht Rheinpreußen 3 |
| Bahnhof (Strecke außer Betrieb) | 2,7                  | Hochheide                  | Hochheide                  |
| Haltepunkt / Haltestelle (Strecke außer Betrieb) | 3,5                  | Scherpenberg               | Scherpenberg               |
| Kreuzung (Strecken außer Betrieb) |                      | Oberhausen – Hohenbudberg  | Oberhausen – Hohenbudberg  |
| Haltepunkt / Haltestelle (Strecke außer Betrieb) | 4,4                  | Hochstrass                 | Hochstrass                 |
| Bahnhof (Strecke außer Betrieb) | 5,7                  | Moers (alt)                | Moers (alt)                |
| Kreuzung (Strecke geradeaus außer Betrieb) |                      | Rheinhausen – Kleve        | Rheinhausen – Kleve        |
| Abzweig quer und nach links (Strecke außer Betrieb) |                      | Krefelder Eisenbahn        | Krefelder Eisenbahn        |
| |                      |                            |                            |
| Quellen: |                      |                            |                            |

Die Bahnstrecke Homberg – Moers war eine Eisenbahnstrecke im Landkreis Moers, die die Kreisstadt Moers mit Scherpenberg, Essenberg und Homberg verband.

## Verlauf
Die eingleisige Nebenbahn führte vom alten Bahnhof Moers bis zum Hebeturm in Homberg. Sie verlief dabei entlang der Moers-Homberger Aktienstraße (heute: Moerser Straße bzw. Homberger Straße). Das Gleis lag zwischen Homberg und Essenberg in der Straßenmitte, ab Essenberg bis Moers in Straßenrandlage. In Moers bestand eine Verbindung mit dem Bahnhof Moers KE der Krefelder Eisenbahn-Gesellschaft, in Homberg war die Strecke an die Strecke Homberg – Krefeld – Mönchengladbach der Bergisch-Märkischen Eisenbahn-Gesellschaft angebunden. Der Moerser Bahnhof lag südlich der Strecke vor den Toren der Stadt.

## Geschichte
Um die Stadt Moers an das Eisenbahnnetz anzubinden, wurde die Bergisch-Märkische Eisenbahn-Gesellschaft beauftragt, eine Strecke zwischen beiden Städten zu bauen und zu betreiben. Die rund sechs Kilometer lange Verbindung ging am 1. Januar 1883 in Betrieb. Die Gesellschaft wurde in der Zwischenzeit verstaatlicht, sodass die Betriebsführung den Preußischen Staatsbahnen oblag. Der Fahrplan von 1897 sah täglich sieben Zugpaare vor. Werktags verkehrte ein zusätzlicher Morgenzug von Moers nach Homberg. Der Bau der Niederrheinstrecke von Rheinhausen über Moers und Xanten nach Kleve durchschnitt die Strecke an ihrem westlichen Ende. Der Bahnhof Moers entstand in seiner heutigen Lage neu, der alte Bahnhof wurde aufgelassen und eine Verbindungskurve zwischen dem alten und neuen Bahnhof errichtet.
Am 7. August 1906 vereinbarten der Landkreis Moers und die Städte Moers und Homberg den Bau einer Straßenbahn zwischen beiden Orten. Am 29. Juni 1908 wurde hierzu die Straßenbahn Moers – Homberg GmbH in das Handelsregister eingetragen. Die Straßenbahn sollte den gleichen Verlauf wie die Nebenbahn nehmen. Der Betrieb auf der Nebenbahn wurde zum 30. September 1908 eingestellt. Da die zuvor errichtete meterspurige Straßenbahnstrecke noch nicht gänzlich fertiggestellt war, pendelten ab dem 1. Oktober 1908 bis zur Aufnahme des elektrischen Betriebs am 11. Dezember 1908 noch Dampfzüge. Auf dem Gelände des alten Moerser Bahnhofs entstand der Betriebshof für die Straßenbahn. Der Betrieb wurde am 16. Mai 1953 eingestellt und durch Obusse ersetzt. Diese bedienten die Strecke bis zum 18. September 1968.